# Mohamed Kouadio
Mohamed Kouadio (* 15. Dezember 2002) ist ein ivorischer Fußballspieler.

## Karriere
Mohamed Kouadio stand bis mindestens August 2021 bei dem ivorischen Klub Songon FC in Songon unter Vertrag. Im Dezember 2022 ging er nach Thailand. Hier schloss er sich für den Rest der Saison 2022/23 dem thailändischen Drittligisten Chamchuri United FC an. Mit dem Verein aus der Hauptstadt Bangkok spielte er 29-mal in der Bangkok Metropolitan Region der Liga. Im August 2023 wechselte er in die zweite Liga, wo er einen Vertrag beim Customs United FC unterschrieb. Sein Zweitligadebüt gab Kouadio am 13. August 2023 (1. Spieltag) im Heimspiel gegen den Chiangmai United FC. Bei der 1:3-Heimniederlage stand er in der Startelf. Nach 78 Minuten wurde er gegen Narathip Kruearanya ausgewechselt. Nach 17 Ligaspielen wechselte er Ende Dezember 2023 wieder in die dritte Liga. Hier schloss er sich in Pathum Thani den in der Bangkok Metropolitan Region spielenden North Bangkok University FC an. Am Ende der Saison 2024/25 feierte er mit dem Verein die Meisterschaft der Region.

## Erfolge
North Bangkok University FC
- Thai League 3 – Central: 2024/25